# Ernst Albrecht
Ernst Albrecht (12 novembre 1907 – 26 marzo 1976) è stato un calciatore tedesco, di ruolo attaccante.

## Carriera

### Club
Durante la sua carriera ha giocato principalmente con il Fortuna Düsseldorf, tra il 1923 ed il 1944.

### Nazionale
Con la Nazionale tedesca ha preso parte ai mondiali del 1934 guadagnando la medaglia di bronzo

## Palmarès

### Club

#### Competizioni nazionali
- Campionato tedesco: 1

Fortuna Dusseldorf: 1932-1933